# Signe Munk
Signe Munk (født 10. marts 1990 i Odense) er en dansk politiker der siden Folketingsvalget 2019 har siddet i Folketinget for Socialistisk Folkeparti. Ved siden af det politiske arbejde læser hun til sygeplejerske. Hun blev på SF's landsmøde i 2014 valgt som partiets næstformand sammen med Tonni Hansen.

## Politisk karriere
Hun blev som 19-årig ved Kommunalvalget i 2009 valgt til byrådet i Viborg Kommune med 685 personlige stemmer. Som byrådsmedlem sad Signe Munk i kulturudvalget, hvor hun især kæmpede for at bevare det lokale spillested Paletten. Hun genopstillede ikke ved Kommunalvalget i 2013.
Ved Folketingsvalget i 2015 var Signe Munk opstillet i Vestjyllands Storkreds, hvor hun opnåede 1.536 personlige stemmer, og blev i SF kun overgået af Steen Gade. I sommeren 2018 blev hun valgt som SF's spidskandidat i Vestjyllands Storkreds. Til Folketingsvalget 2019 fik hun 6.285 personlige stemmer og blev valgt på et kredsmandat. Siden valget har hun været SF's klima-og energiordfører samt ordfører for velfærdsuddannelser.